# José Fernando Lousada Arochena
José Fernando Lousada Arochena (Montevideo, Uruguay, 27 de septiembre de 1963) es un magistrado español destinado en el Tribunal Superior de Justicia de Galicia, Sala de lo Social.  

## Biografía
Licenciado en Derecho (1981-1986), Graduado Social (1982-1985) y Diplomado en la Escuela Práctica Jurídica (1985-1986) por la Universidad de Santiago de Compostela. 
Oposiciones de Ingreso en la Carrera Judicial y en la Carrera Fiscal (las dos en 1989) y oposiciones de promoción interna de Magistrado Especialista del Orden Social (2001). 
Destinado como Juez en el Juzgado de 1ª Instancia e Instrucción de Tui - Pontevedra (1990-1992), y como Magistrado en el Juzgado de lo Social 5 de Vigo (1992-1995) y en el Juzgado de lo Social 1 de Pontevedra (1995-2001).
Actualmente, está destinado como Magistrado especialista de lo Social en la Sala de lo Social del Tribunal Superior de Justicia de Galicia.
Es Doctor en Derecho con Premio Extraordinario por la Universidad de Coruña (2008-2013), con su tesis El derecho fundamental a la igualdad efectiva de mujeres y hombres (En especial, en el Derecho del Trabajo y la Seguridad Social). 
Miembro de la Asociación Española de Derecho del Trabajo y de la Seguridad Social. Copresidente de la Comisión de Igualdad desde 2019.

## Resoluciones judiciales relevantes
Como Magistrado-Juez de lo Social en Vigo dictó las primeras sentencias concediendo indemnizaciones por acoso sexual en 1993 y 1994, calificando el acoso sexual como una discriminación por razón de sexo y una vulneración de derechos fundamentales, y abriendo una vía de reclamación que actualmente está asentada legalmente.
Como Magistrado-Juez de lo Social de Pontevedra dictó, en 1995, sentencias sobre discriminación indirecta por razón de sexo en la afiliación al Régimen Agrario de la Seguridad Social, pues la normativa de la época exigía a quien se pretendiese afiliar que acreditase que los ingresos agrarios eran los más elevados de los ingresados en la unidad familiar, lo que producía un impacto adverso sobre las mujeres; esta argumentación fue acogida por diversas instituciones, primero gallegas, como el Valedor do Pobo y el Parlamento de Galicia, luego estatales, y acabó motivando cambios legislativos.  
En 1995 dictó la sentencia del caso Casino de La Toja, sobre utilización de micrófonos con finalidad de control de la actividad laboral, que fue ratificada en la Sentencia del Tribunal Constitucional 98/2000, de 10 de abril.
En 1998 dictó la sentencia del caso Téllez sobre moderación de las cláusulas de rescisión de los futbolistas profesionales.
Como Magistrado de la Sala de lo Social del Tribunal Superior de Justicia de Galicia ha dictado sentencias relevantes, entre otras, sobre acoso sexual de orientación homosexual, acoso por asociación, y sentencias en las cuales ha aplicado el enjuiciamiento de género con la finalidad de erradicar la discriminación por razón de sexo y los prejuicios de género. 
Ha planteado como ponente cuestiones de constitucionalidad ante el Tribunal Constitucional de España al considerar que el sistema legal de cómputo de carencias de las personas trabajadoras a tiempo parcial vulneraba el principio de igualdad y la prohibición de discriminación por razón de sexo. Fueron resueltas en la Sentencia 253/2004, de 22 de diciembre, y en la Sentencia 61/2013, de 14 marzo, esta última declaró la inconstitucionalidad del sistema de cómputo de carencias para las personas trabajadoras a tiempo parcial y motivó un cambio legislativo. 
Ha planteado como ponente cuestión prejudicial ante el Tribunal de Justicia de la Unión Europea sobre Seguridad Social de los trabajadores migrantes con la finalidad de garantizar su libre circulación; ha recibido respuesta positiva del Tribunal de Justicia,
También ha planteado como ponente cuestión prejudicial ante el Tribunal de Justicia de la Unión Europea sobre riesgo durante la lactancia natural argumentando la aplicación a esa situación de las reglas sobre flexibilización de la carga de la prueba de la discriminación por razón de sexo; ha recibido respuesta positiva del Tribunal de Justicia,

## Publicaciones
Las líneas de investigación que ha seguido son la igualdad efectiva de mujeres y hombres, acoso sexual y violencia de género, derechos fundamentales de las personas trabajadoras, independencia judicial, derechos profesionales en la Carrera Judicial, Derecho del Trabajo y de la Seguridad Social, salud laboral y proceso laboral. 
Ha publicado los siguientes libros:
- El derecho de los trabajadores a la protección frente al acoso sexual (Editorial Comares, 1996); con prólogo de Teresa Pérez del Río.[12] Es la primera monografía editada en España sobre el tratamiento jurídico del acoso sexual en el trabajo.
- La ejecución concursal laboral (El tratamiento de la crisis de empresa en el procedimiento laboral de ejecución), con Francisco Javier Gamero López-Peláez (Editorial Comares, 1996).[13]
- Comentarios a la Ley de Prevención de Riesgos Laborales (coordinador con Jamie Cabeza Pereiro y coautor) (Editorial Comares, 1998).[14]
- El nuevo régimen legal del trabajo a tiempo parcial, con Jaime Cabeza Pereiro (Editorial Comares, 1999).[15]
- El derecho a la maternidad de la mujer trabajadora (Instituto de la Mujer, 2002).[16]
- El principio de transversalidad de la dimensión de género (Ministerio de Trabajo, 2007); con prólogo de Soledad Murillo.[17]
- Ley de Igualdad y contrato de trabajo (coordinador y coautor) (Francis Lefebvre, 2007).[18]
- Permiso de paternidad y conciliación masculina (Editorial Bomarzo, 2008).[19]
- El principio de igualdad en la negociación colectiva (coordinador y coautor) (Comisión Consultiva Nacional de Convenios Colectivos, 2009)[20][21]
- Derechos colectivos en el trabajo autónomo (Editorial Bomarzo, 2010).[22]
- La tutela de los derechos fundamentales y de las libertades públicas en la Ley reguladora de la Jurisdicción Social (Editorial Bomarzo, 2012).[23]
- Crisis económica y Derecho del Trabajo, con Jaime Cabeza Pereiro (Consejo General del Poder Judicial, 2013).[24]
- El contrato de trabajo internacional, con Ricardo Pedro Ron Latas (Editorial Lex Nova, 2013).[25]
- El derecho fundamental a la igualdad efectiva de mujeres y hombres (Editorial Tirant lo Blanch, 2014).[26]
- El derecho fundamental a la no discriminación por orientación sexual e identidad de género en la relación laboral, con Jaime Cabeza Pereiro (Editorial Bomarzo, 2014).[27]
- Fundamentos del derecho a la igualdad de mujeres y hombres (Editorial Tirant lo Blanch México, 2015).[28] Este libro se publicó y presentó en México.[29]
- Sistema de Derecho Procesal Laboral (coordinador con Ricardo Pedro Ron Latas y coautor) (Ediciones Laborum, 2015).[30]
- La independencia judicial, con Ricardo Pedro Ron Latas (Editorial Dykinson, 2015).[31]
- Jornada de trabajo y derechos de conciliación, con Pilar Núñez-Cortes Contreras (Editorial Tecnos, 2015).[32]
- El contrato de trabajo a tiempo parcial: Nuevas reglas para viejos problemas, con Pilar Núñez-Cortés Contreras (Editorial Tecnos, 2016).[33]
- La protección de la salud laboral en el trabajo temporal y en las empresas de trabajo temporal (Editorial Bomarzo, 2016).[34]
- Recurso de suplicación: soluciones procesales y formularios, con Ricardo Pedro Ron Latas y Matías Movilla García (Ediciones Francis Lefebvre, 2016).[35]
- La vigilancia de la salud laboral, con Pilar Núñez-Cortés Contreras (Editorial Tecnos, 2016).[36]
- La independencia judicial en la historia constitucional de España (1808-1975), con Ricardo Pedro Ron Latas (Punto Didot, 2017).[37]
- La protección de la salud laboral de las personas trabajadoras especialmente sensibles a determinados riesgos, con Ricardo Pedro Ron Latas (Editorial Bomarzo, 2018).[38]
- El Consejo General del Poder Judicial, con Ricardo Pedro Ron Latas (Punto Didot, 2018).[39]
- La compatibilidad de la pensión de jubilación con el trabajo autónomo, con Ricardo Pedro Ron Latas (Ediciones Laborum, 2019).[40]
- El enjuiciamiento de género (Editorial Dykinson, 2020).[41]
- La protección frente a represalias por la denuncia de irregularidades en la empresa (Whistleblowing), con Ricardo Pedro Ron Latas (Editorial Bomarzo, 2020).[42]
- La prueba de la discriminación y la lesión de derechos fundamentales (Su regulación en los procesos civil, contencioso-administrativo y social) (Editorial Bomarzo, 2021).[43]
- La cuestión prejudicial ante el Tribunal de Justicia vista desde un órgano judicial español (Ediciones Laborum, 2021).[44]
- Enfermedades profesionales en perspectiva de género (Bomarzo, 2021).[45]
- Igualdad y diversidad en las relaciones laborales (coordinador y coautor) (Editorial Tirant lo Blanch, 2022).[46]
- Trabajo a distancia y teletrabajo (Regulación laboral, procesal y de seguridad social; teletrabajo transnacional), escrito con Alexandre Pazos Pérez y Ricardo Pedro Ron Latas (Editorial Tecnos, 2022).[47]

De estos libros, 10 se encuentran catalogados en la Biblioteca del Congreso de los Estados Unidos. y 7 en la Biblioteca de la Suprema Corte de Justicia de la Nación de México
También ha publicado más de 260 artículos en revistas jurídicas especializadas indexadas y más de 60 colaboraciones en libros colectivos, recogidos en Dialnet. y en Google Scholar

## Colaboración institucional
Por encargo del Instituto de la Mujer y la Secretaría General de Política de Igualdad del Gobierno de España, coordinó el grupo de personas expertas (compuesto por el mismo junto con María Elósegui Txaso, Teresa Pérez del Río y Jaime Cabeza Pereiro) que elaboró el documento de trabajo que sirvió de base para el Anteproyecto de Ley Orgánica 3/2007 del 22 de marzo para la Igualdad Efectiva entre Mujeres y Hombres. [cita requerida]
Por encargo del Servicio Galego de Igualdade de la Junta de Galicia, elaboró el documento de trabajo que sirvió de base para el Proyecto de Ley Gallega 7/2004 del 16 de julio para la Igualdad de Mujeres y Hombres. [cita requerida]
Por encargo de la Consellería de Traballo de la Junta de Galicia, elaboró (junto con Rosa Cobo Bedía, Paloma Rodríguez Vázquez y Jaime Cabeza Pereiro) el documento de trabajo que sirvió de base para el Proyecto de Ley Gallega 2/2007 del 13 de abril, del Trabajo en Igualdad de las Mujeres de Galicia. [cita requerida]
Comparecencia como experto, el 23/10/2012, ante la Subcomisión para el estudio de la racionalización de horarios, la conciliación de la vida personal, familiar y laboral y la corresponsabilidad constituida en el seno de la Comisión de Igualdad del Congreso de los Diputados de España.
Comparecencia como experto, el 21/4/2015, ante la Subcomisión para el análisis y estudio de la trata de seres humanos con fines de explotación sexual constituida en el seno de la Comisión de Igualdad del Congreso de los Diputados de España.
Colaboración con la Comisión de Igualdad del Consejo General del Poder Judicial bajo las Presidencias de Inmaculada Montalbán Huertas (desde 2011 hasta 2013) y Clara Martínez de Careaga (desde 2013 hasta la actualidad). Ha intervenido en la reforma del Reglamento de la Carrera Judicial para la integración transversal del principio de igualdad de trato y oportunidades de mujeres y hombres, en la elaboración del Plan de Igualdad de la Carrera Judicial, en la elaboración del Protocolo de actuación frente al acoso sexual, al acoso por razón de sexo, al acoso discriminatorio, y frente a todas las formas de acoso y violencia en la Carrera Judicial y en la elaboración del II Plan de Igualdad de la Carrera Judicial.
Miembro en calidad de experto en la Comisión de Protección Social de la Carrera Judicial 1ª edición durante toda su vigencia desde 2015 hasta 2017. Presidieron la Comisión los Vocales Juan Martínez Moya / María Concepción Sáez Rodríguez. El Informe elaborado se publicó en 2018: La protección social de la Carrera Judicial, con prólogo de Carlos Lesmes Serrano.

## Docencia
Ha impartido más de 100 ponencias, cursos y mesas redondas en Cursos de Formación Judicial del Consejo General del Poder Judicial. Desde 2019 ha sido codirector, en todas sus ediciones, del Módulo General del Curso de Formación Continua con Perspectiva de Género. También participa en cursos sobre perspectiva de género en lo social en la Escuela Judicial. 
Ha impartido más de 200 ponencias, cursos y mesas redondas en diversas Universidades españolas, para la Administración General del Estado, la Xunta de Galicia y otras Administraciones Públicas, Colegios profesional, y para agentes sociales y organismos de igualdad. 
También ha impartido conferencias, cursos y mesas redondas en el extranjero en presencial (Paris, Belfast, Guatemala, Santiago de Chile / Valparaíso, Montevideo, Brasilia, Boston, México), y on line (Argentina, México).
Desde 2009 ha participado en varias ocasiones en la Academia de Derecho Europeo de Tréveris impartiendo conferencias sobre carga de la prueba de la discriminación.
Desde 2011 es Profesor del Máster Universitario “Igualdad y Género en el ámbito público y privado”, Fundación Isonomía – Universitat Jaume I (docencia on line).
Desde 2015 es Profesor de Derecho Procesal Civil y Derecho Procesal Penal de la Universidad de Coruña, impartiendo clases en el Master de la Abogacía del Colegio de Abogados de La Coruña, siendo designado padrino de promoción en cuatro ocasiones.

## Premios
- Premio Convenio de Colaboración Junta de Galicia – Consejo General del Poder Judicial 1997, por el estudio Los grupos específicos de riesgo en la Ley de Prevención de Riesgos Laborales.
- Premio Rafael Martínez Emperador 2012, por el estudio Derecho del Trabajo y crisis económica, escrito con Jaime Cabeza Pereiro.[58] Según el jurado, el estudio premiado en sus 520 páginas aborda con sentido crítico y analítico las últimas reformas laborales adoptadas en España desde todos los ángulos, así como sus dinámicas legales y jurisprudenciales.[59]
- Premio Julio Portela Ceballos 2015 a la investigación en las Relaciones Laborales, otorgado por la Fundación Escuela Universitaria de Relaciones Laborales de la Universidad de Coruña.
- Premio Lola Martínez del Aula de Igualdad y Género de la UCLM 2021 al mejor trabajo de investigación por el estudio Enfermedades profesionales en perspectiva de género.[60]